# Antoni Solà i Llansas

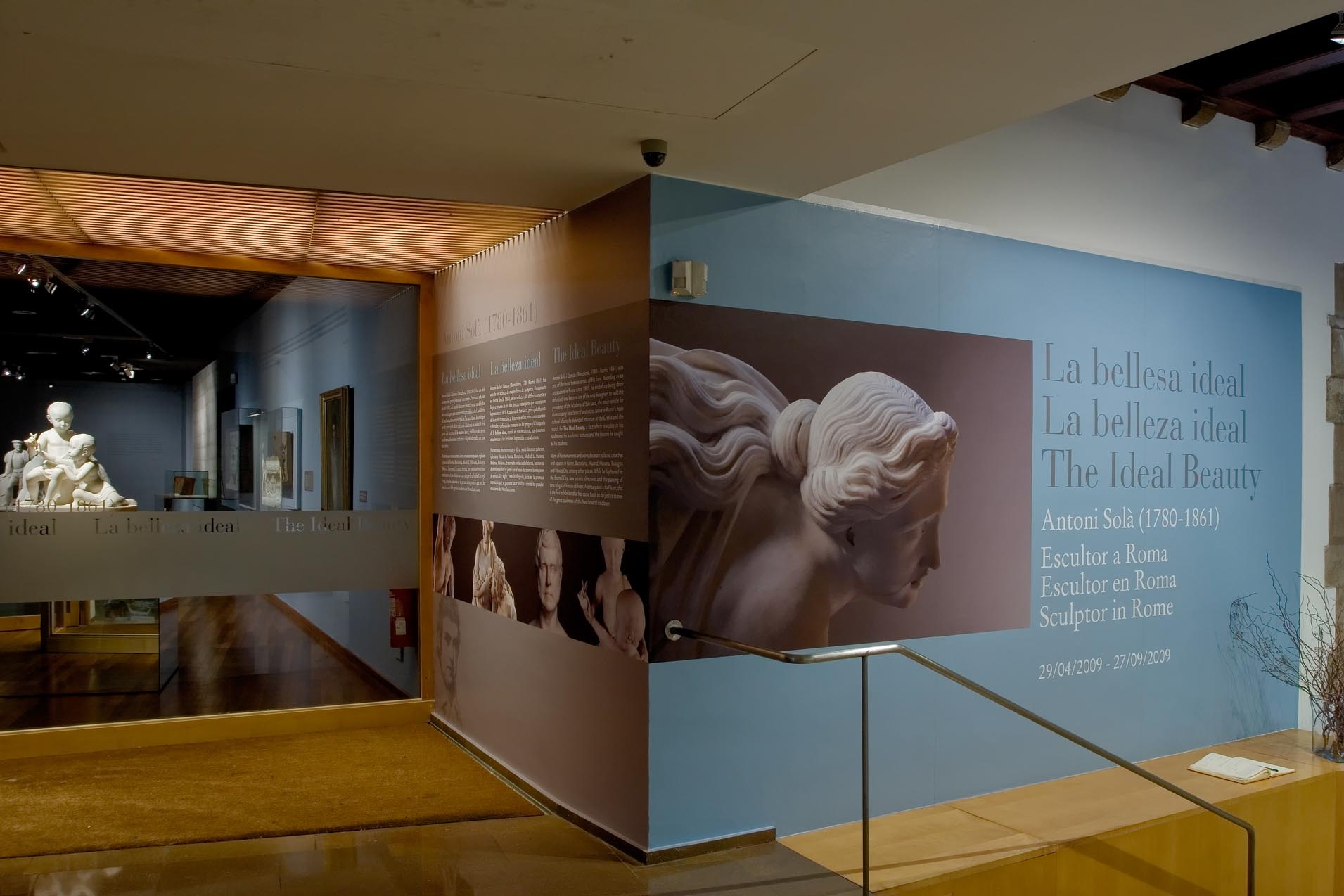
Antoni Solà, exposició al Museu Frederic Marès.

Antoni Solà i Llansas   (Barcelona, 29 de març de 1780 - Roma, 10 de juny de 1861) fou un escultor català, el més important del Neoclassicisme junt
amb Damià Campeny.

## Biografia
Cinquè fill d'Antoni Solà, ebenista de professió, i de Francesca Llansas, aviat se sentí atret pel dibuix i es va matricular als dotze anys a l'Escola Gratuïta de Dibuix (Escola Llotja), establerta per la Junta de Comerç el 1775 a la Casa Llotja de Mar de Barcelona, on estudià amb Salvador Gurri.
El 1801, amb 21 anys, es va presentar i va guanyar una pensió d'escultura a Roma per quatre anys, que oferia la Junta de Comerç. Quan estava a punt de marxar a Roma la Junta li obligà a quedar-se a Barcelona per treballar en la decoració de l'edifici de la Llotja amb motiu de la celebració de les dobles noces reials: de Ferran, príncep d'Astúries (després Ferran VII) amb la princesa de Nàpols, i del príncep hereu de Nàpols (més tard Francesc I de les Dues Sicílies) amb Isabel de Borbó, infanta d'Espanya. Aleshores va realitzar les dues Nereides que, encara avui, decoren la font de Neptú del pati; els retrats dels reis en baix relleu que decoraven un dels frontons de l'edifici; i una estàtua de pedra, que representava un Tritó muntant sobre un cavall marí. Acabats aquests encàrrecs i celebrades les noces, Solà sortí de Barcelona i arribà a Roma el 3 de maig de 1803. Allà, el 1808 va ser empresonat breument, com la major part dels artistes espanyols que hi residien, per negar-se a reconèixer Josep Bonaparte com a rei, i hi va viure i treballar pràcticament la resta de la seva vida.
Proposat per Canova i Thorvaldsen, va ser membre de l'Acadèmia romana de Sant Lluc, de la qual arribaria a ser president entre els anys 1837 i 1840, circumstància excepcional, ja que el segle xix només un altre no italià ho fou, l'esmentat Thorvaldsen. L'any 1846 va ser nomenat escultor de cambra honorari de la reina Isabel II i membre de la Reial Acadèmia de Belles Arts de San Fernando de Madrid i de la de Florència (Itàlia). Va col·laborar en la importació de les Pintures murals de la capella Herrera.
El 2009, l'Institut de Cultura de Barcelona va adquirir-ne una escultura per incorporar-la al Museu Marès, any en què se li va dedicar una exposició monogràfica al mateix museu.

## Obres destacades
- 1801 Eneas i la Sibil·la de Cumas visiten l'Estix. Reial Acadèmia Catalana de Belles Arts de Sant Jordi i Museu Frederic Marès. Barcelona.
- 1802 Nereida (1). Font del pati de la Casa Llotja de Mar. Barcelona.
- 1802 Nereida (2). Font del pati de la Casa Llotja de Mar. Barcelona.
- 1806 Ulisses a l'illa de Calipso. Reial Acadèmia Catalana de Belles Arts de Sant Jordi. Barcelona.
- c. 1810 Orestes turmentat per les Fúries. Reial Acadèmia Catalana de Belles Arts de Sant Jordi. Barcelona.
- 1815 Bust de Pius VII. Museo de Bellas Artes de Asturias. Oviedo.
- 1817 Ceres coronada d'espines
- 1820 Minerva
- 1827 Retrat del comte de Guaqui. Museo Nacional de Escultura. Valladolid.
- 1831 Grup de Daoiz i Velarde. Plaça del Dos de maig, Madrid.
- 1832 Sepulcre de Fèlix d'Aguirre. Església del Montserrato. Roma.
- 1834 Matança dels Innocents. Reial Acadèmia Catalana de Belles Arts de Sant Jordi. Barcelona.
- 1835 Estàtua de Cervantes. Plaça de les Corts, Madrid.
- 1839 Nens jugant amb una papallona. Museu Frederic Marès. Barcelona.
- 1841 Sepulcre del beat Josep Maria Pignatelli. Església del Gesù. Roma.
- 1850 Autoretrat. Accademia di San Luca. Roma.
- 1850 Blasco de Garay. Museo de Bellas Artes de Asturias. Oviedo.
- 1951 La Caritat romana. Museo Nacional del Prado. Madrid.
- 1856 Bust del Duc de Rivas.
- Sepulcre del cardenal Pedro de Quevedo i Quintana. Catedral d'Ourense.

## Galeria

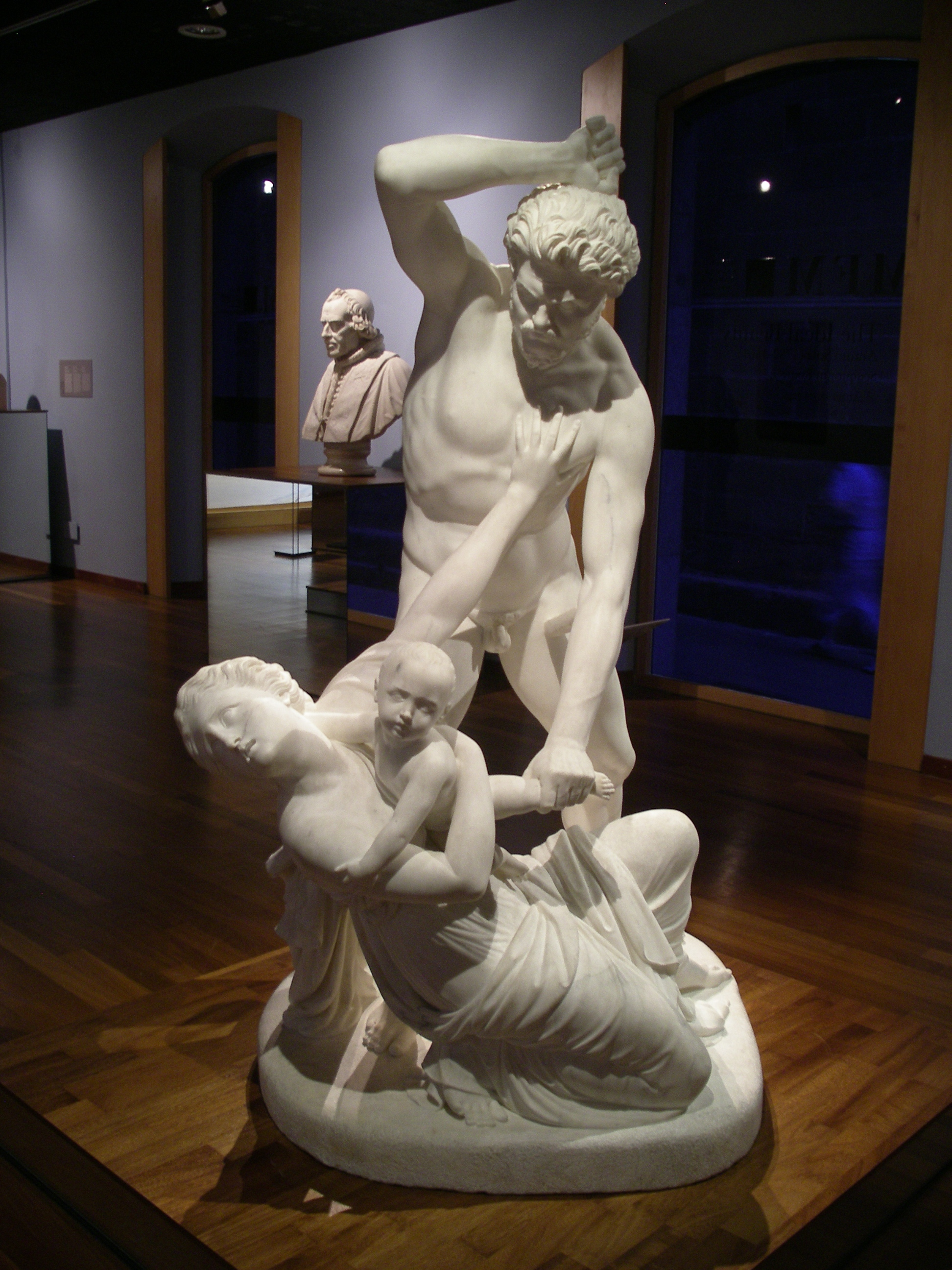
Matança dels innocents (1834) (Barcelona, Reial Acadèmia Catalana de Belles Arts de Sant Jordi)
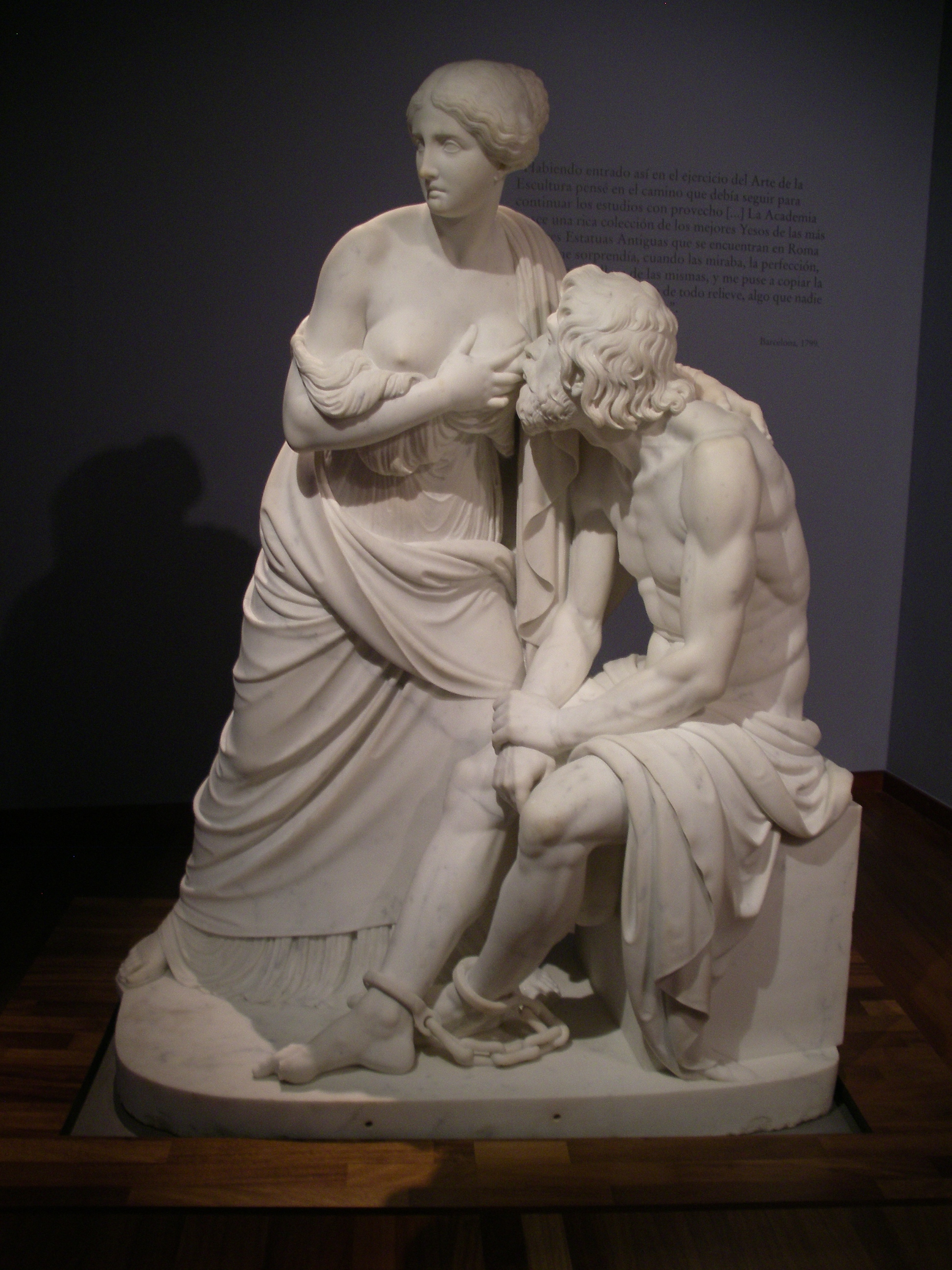
La caritat romana (Madrid, Casón del Buen Retiro, Museo del Prado)
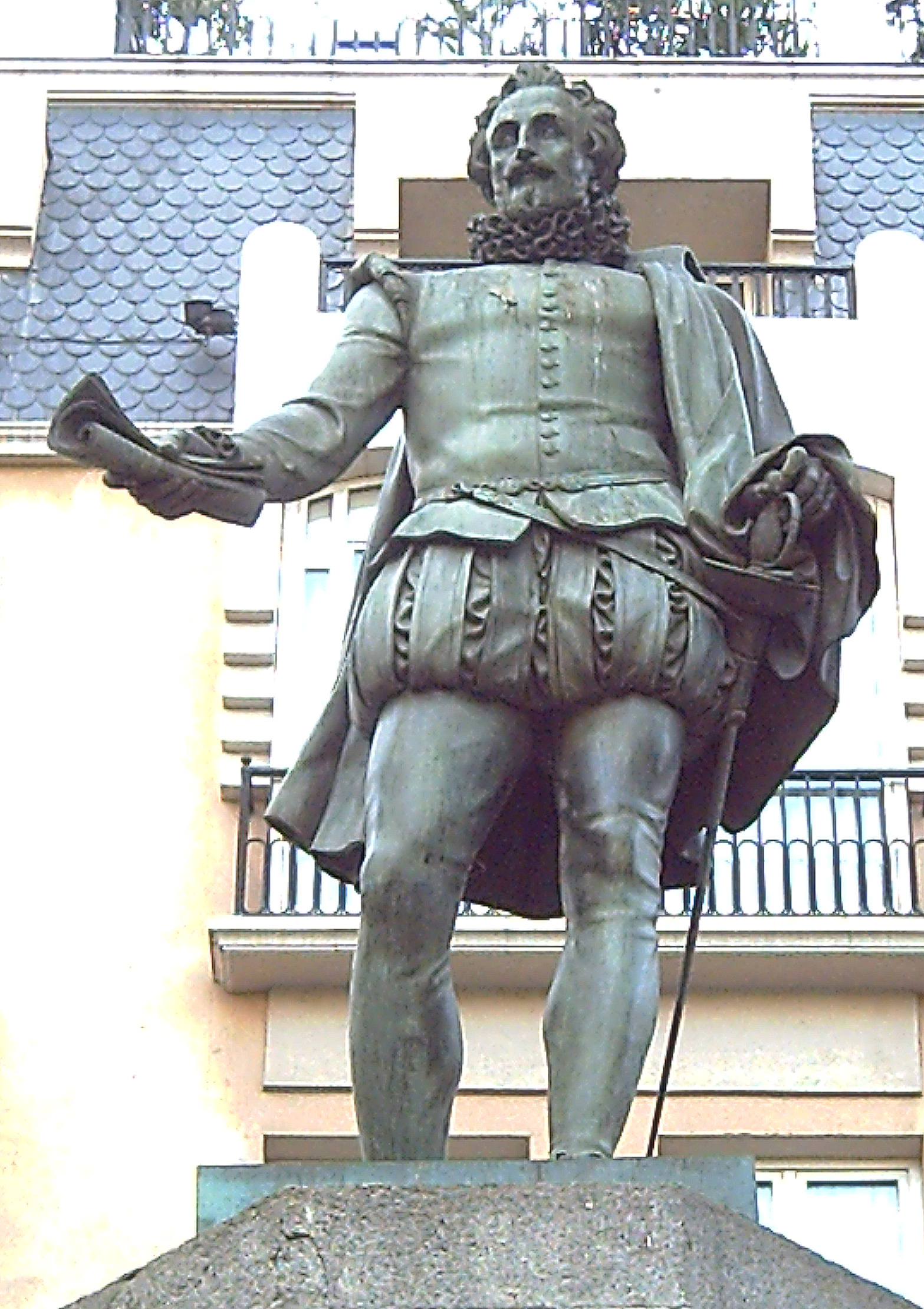
Estàtua de Cervantes (1835), a Madrid).